# Anisodes longidiscata
Anisodes longidiscata là một loài bướm đêm trong họ Geometridae.